# Antonio Floriano del Liechtenstein
Antonio Floriano del Liechtenstein (Wilfersdorf, 4 o 28 maggio 1656 – Vienna, 10 o 11 ottobre 1721) è stato principe del Liechtenstein dal 1718 al 1721.

## Biografia

### Giovinezza ed educazione
Figlio del principe Hartmann III del Liechtenstein e di sua moglie, la contessa Sidonia Elisabetta di Salm-Reifferscheidt, Antonio Floriano ebbe un'ottima istruzione durante l'età giovanile, motivo per cui iniziò ben presto la sua carriera presso la corte imperiale di Vienna venendo nominato ciambellano dell'imperatore nel 1676.

### Matrimonio
Il 15 ottobre 1679 Antonio Floriano sposò Eleonora Barbara di Thun-Hohenstein.

### Carriera diplomatica
Nel 1689 venne prescelto dall'imperatore Leopoldo I quale membro del suo Consiglio Privato e dal 1691 venne nominato ambasciatore straordinario alla corte papale di Roma.
Nel corso della Guerra di successione spagnola, egli si recò in Spagna, dove divenne Capo Intendente e Primo Ministro dell'arciduca Carlo (il futuro imperatore Carlo VI), preparandolo durante questi stessi anni ed occupandosi della sua istruzione, insegnamenti che un giorno gli sarebbero stati molto utili dopo la sua ascesa al trono alla morte prematura del fratello Giuseppe I. Nel 1703 ottenne il grandato di Spagna.
Antonio Floriano fece ritorno a Vienna per l'incoronazione di Carlo VI, divenendo intendente dell'Imperatore e Consigliere del Consiglio Segreto sino alla sua morte.

### Principe del Liechtenstein

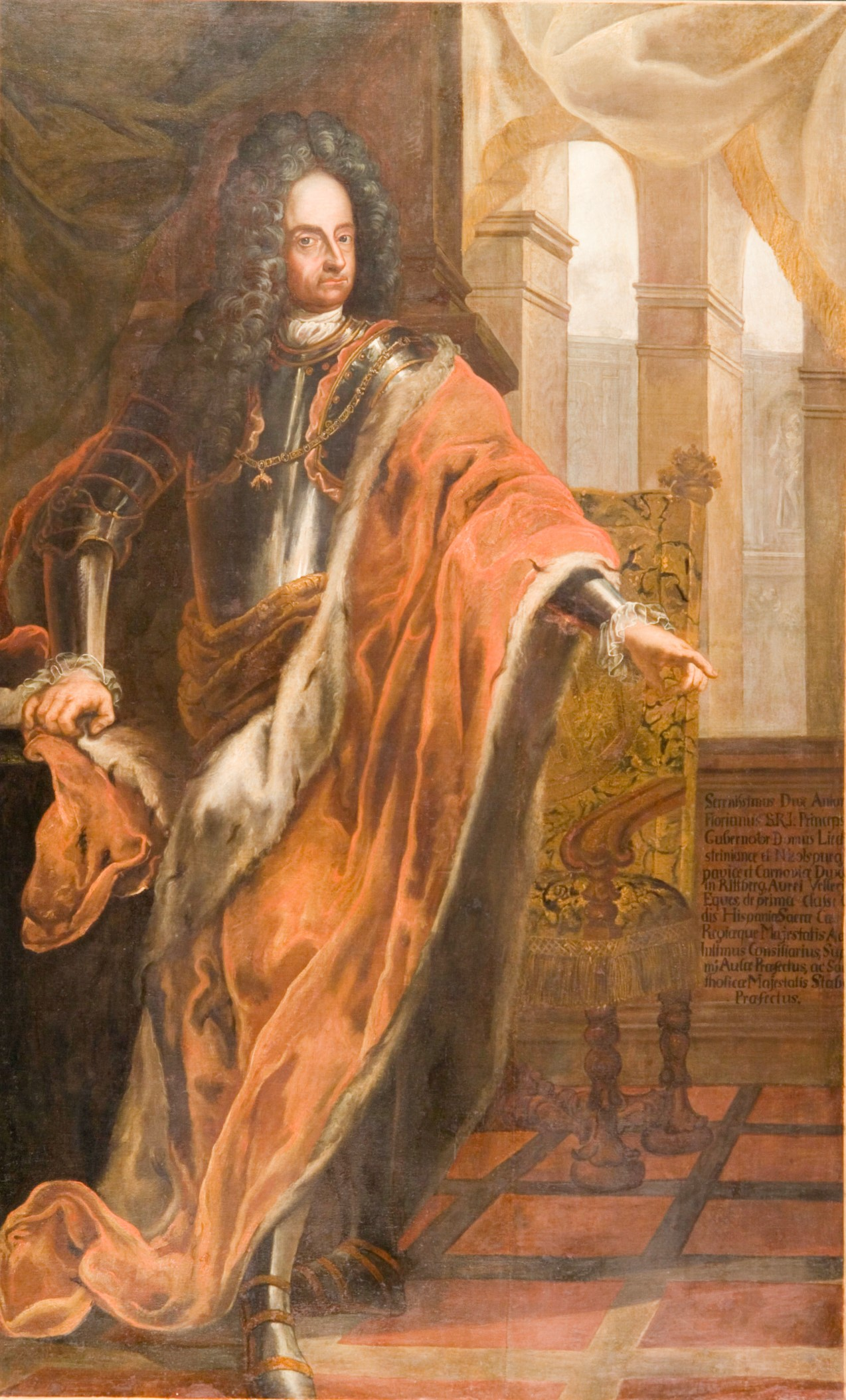
Il principe Antonio Floriano del Liechtenstein ritratto nel XVIII secolo

Nel 1719, Carlo VI creò un nuovo Principato del Liechtenstein con i domini di Schellenberg e Vaduz, che furono entrambi mantenuti come feudo dalla famiglia regnante del Liechtenstein. Da questo momento Antonio Floriano godette di un seggio al Reichstag, che raccoglieva tutti i reggenti degli stati del Sacro Romano Impero. Per questo motivo, Antonio Floriano divenne ufficialmente il primo Principe del nuovo stato del Liechtenstein.

### Morte
Morì nel 1721 e venne sepolto nella cripta dei Principi a Vranov.

## Discendenza
Antonio Floriano del Liechtenstein ed Eleonora Barbara di Thun-Hohenstein ebbero otto figli e sette figlie:
- Principe Francesco Agostino (Klösterle, 28 agosto 1680 - Klösterle, 21 maggio 1681);
- Principessa Eleonora (Klösterle, 21 dicembre 1681 - Rumburg, 12 aprile 1682);
- Principessa Maria Antonia (1683-1715);
- Principe Carlo Giuseppe Floriano (Rumburg, 25 febbraio 1684 - Rumburg, poco prima del 26 ottobre 1685);
- Principe Leopoldo Giovanni Michele (Rumburg, 29 dicembre 1685 - 16 maggio 1687);
- Una figlia (1687);
- Principe Antonio Ignazio Giuseppe (Brünn, 11 febbraio 1689 - Vienna, 24/25 dicembre 1690);
- Principe Giuseppe Giovanni Adamo (1690-1732);
- Principe Innocenzo Francesco (1693-1707);
- Principessa Maria Carolina (1694-1735);
- Un figlio (1695);
- Principe Francesco Giuseppe Gaetano (1697-1704);
- Principessa Anna Maria (1699-1753);
- Principessa Maria Anna Eleonora Cristina Sidonia Barbara (13 settembre 1700 - 1700);
- Principessa Maria Eleonora (1702-1757).

## Ascendenza
|                                               |                                    |                                           | Genitori                                 |  |  | Nonni |  |  | Bisnonni                      |  |  | Trisnonni                        |  |
|                                               |                                    |                                           |                                          |  |  |       |  |  | Hartmann II del Liechtenstein |  |  | Georg Hartmann del Liechtenstein |  |
|                                               |                                    |                                           |                                          |  |  |       |  |  | Hartmann II del Liechtenstein |  |  | Georg Hartmann del Liechtenstein |  |
|                                               |                                    | Susanna von Liechtenstein                 |                                          |  |  |       |  |  | Hartmann II del Liechtenstein |  |  |                                  |  |
| Gundacaro del Liechtenstein                   |                                    |                                           |                                          |  |  |       |  |  | Hartmann II del Liechtenstein |  |  |                                  |  |
|                                               |                                    | Anna Maria di Ortenburg                   | Carlo di Ortenburg                       |  |  |       |  |  |                               |  |  |                                  |  |
|                                               |                                    | Anna Maria di Ortenburg                   | Carlo di Ortenburg                       |  |  |       |  |  |                               |  |  |                                  |  |
|                                               |                                    | Anna Maria di Ortenburg                   | Maximiliana von Frauenberg zum Haag      |  |  |       |  |  |                               |  |  |                                  |  |
| Hartmann III del Liechtenstein                |                                    | Anna Maria di Ortenburg                   |                                          |  |  |       |  |  |                               |  |  |                                  |  |
|                                               |                                    | Enno III della Frisia orientale           | Edzardo II della Frisia orientale        |  |  |       |  |  |                               |  |  |                                  |  |
|                                               |                                    | Enno III della Frisia orientale           | Edzardo II della Frisia orientale        |  |  |       |  |  |                               |  |  |                                  |  |
|                                               |                                    | Enno III della Frisia orientale           | Caterina Vasa                            |  |  |       |  |  |                               |  |  |                                  |  |
| Agnese della Frisia orientale                 |                                    | Enno III della Frisia orientale           |                                          |  |  |       |  |  |                               |  |  |                                  |  |
|                                               |                                    | Walburga di Rietberg                      | Giovanni II di Rietberg                  |  |  |       |  |  |                               |  |  |                                  |  |
|                                               |                                    | Walburga di Rietberg                      | Giovanni II di Rietberg                  |  |  |       |  |  |                               |  |  |                                  |  |
|                                               |                                    | Walburga di Rietberg                      | Agnese di Bentheim-Steinfurt             |  |  |       |  |  |                               |  |  |                                  |  |
| Antonio Floriano del Liechtenstein            |                                    | Walburga di Rietberg                      |                                          |  |  |       |  |  |                               |  |  |                                  |  |
|                                               | Werner di Salm-Reifferscheidt-Dyck | Johann di Salm-Reifferscheidt             |                                          |  |  |       |  |  |                               |  |  |                                  |  |
|                                               | Werner di Salm-Reifferscheidt-Dyck | Johann di Salm-Reifferscheidt             |                                          |  |  |       |  |  |                               |  |  |                                  |  |
|                                               | Werner di Salm-Reifferscheidt-Dyck | Elisabetta di Rennenberg                  |                                          |  |  |       |  |  |                               |  |  |                                  |  |
| Ernesto Federico di Salm-Reifferscheidt       | Werner di Salm-Reifferscheidt-Dyck |                                           |                                          |  |  |       |  |  |                               |  |  |                                  |  |
|                                               |                                    | Maria di Limburg-Stirum                   | Giorgio di Limburg-Stirum                |  |  |       |  |  |                               |  |  |                                  |  |
|                                               |                                    | Maria di Limburg-Stirum                   | Giorgio di Limburg-Stirum                |  |  |       |  |  |                               |  |  |                                  |  |
|                                               |                                    | Maria di Limburg-Stirum                   | Ermengarda di Limburg-Stirum             |  |  |       |  |  |                               |  |  |                                  |  |
| Sidonia Isabella di Salm-Reifferscheidt       |                                    | Maria di Limburg-Stirum                   |                                          |  |  |       |  |  |                               |  |  |                                  |  |
|                                               |                                    | Emico XI di Leiningen-Dagsburg-Falkenburg | Emico X di Leiningen-Dagsburg-Falkenburg |  |  |       |  |  |                               |  |  |                                  |  |
|                                               |                                    | Emico XI di Leiningen-Dagsburg-Falkenburg | Emico X di Leiningen-Dagsburg-Falkenburg |  |  |       |  |  |                               |  |  |                                  |  |
|                                               |                                    | Emico XI di Leiningen-Dagsburg-Falkenburg | Caterina di Nassau-Saarbrücken           |  |  |       |  |  |                               |  |  |                                  |  |
| Maria Orsola di Leiningen-Dagsburg-Falkenburg |                                    | Emico XI di Leiningen-Dagsburg-Falkenburg |                                          |  |  |       |  |  |                               |  |  |                                  |  |
|                                               |                                    | Orsola di Fleckenstein-Dagstuhl           | Giorgio di Fleckenstein-Dagstuhl         |  |  |       |  |  |                               |  |  |                                  |  |
|                                               |                                    | Orsola di Fleckenstein-Dagstuhl           | Giorgio di Fleckenstein-Dagstuhl         |  |  |       |  |  |                               |  |  |                                  |  |
|                                               |                                    | Orsola di Fleckenstein-Dagstuhl           | Giovanna di Salm-Kyrburg                 |  |  |       |  |  |                               |  |  |                                  |  |
|                                               |                                    | Orsola di Fleckenstein-Dagstuhl           |                                          |  |  |       |  |  |                               |  |  |                                  |  |